# Franz Joseph Böhm-Osterrieth
Franz Joseph Böhm-Osterrieth (auch Josef) (* 21. September 1798 in Frankfurt am Main; † 10. September 1874 ebenda) war ein deutscher Kaufmann und Abgeordneter.

## Leben
Böhm-Osterrieth lebte als Weinhändler in Frankfurt am Main. Von 1832 bis 1874 war er Mitglied der Frankfurter Handelskammer. Er war im Auftrag der Ständigen Bürgerrepräsentation verantwortlich für die Aufsicht über die Schifffahrtsanstalten, das Büro hierzu stellte die Handelskammer.
Von 1831 bis 1842, von 1845 bis 1846 und von 1851 bis 1855 war er Mitglied im Gesetzgebenden Körper der Freien Stadt Frankfurt. Zwischen 1826 und dem Ende der Freien Stadt Frankfurt 1866 gehörte er auch der Ständigen Bürgerrepräsentation an. Zwischen 1838 und 1866 war er auch Mitglied des Stadtrechnungsrevisionskollegs der Ständigen Bürgerrepräsentation der Freien Stadt Frankfurt.